# Agropyron apiculatum
Agropyron apiculatum là một loài thực vật có hoa trong họ Hòa thảo. Loài này được Tscherning mô tả khoa học đầu tiên năm 1898.